# Піраміда (селище)
Піраміда (норв. Pyramiden, [pʏrɑˈmìːdən], рос. Пирамида) — колишнє радянське шахтарське селище на острові Західний Шпіцберген архіпелагу Шпіцберген. Розташоване на березі бухт Петунія і Мімер. З 2000 року — законсервоване.
Росія використовує як замасковану військову вертолітну базу.[джерело?]
Відстань до столиці архіпелагу, Лонг'їру, становить близько 50 км водою на південь і 120 км до Баренцбургу. Навпроти селища розташований великий льодовик Норденшельда, що утворює айсберги.

## Історія
Селище заснували шведи в 1910 році. 1927 року стало радянським. Свою назву отримало через пірамідальну форму гори, біля підніжжя якої воно засноване.
Населення в 1960-х—1980-х роках становило більше 1000 людей, але в 1990-ті роки було залишене. За радянських часів значну частину населення складали українці: шахтарі з Донбасу і персонал з Волині.
До 1998 року копальня була найпівнічнішим вуглевидобувним підприємством у світі. Штольня, що забезпечує доступ до вугільного родовища, розташована на висоті більше 400 м над рівнем моря і вугілля транспортували поверхневим бремсбергом на міжнавігаційний склад, звідки здійснювалось його навантаження на судна.
2000 року селище закрили. Інфраструктура збережена, що дозволяє проводити наукові дослідження та приймати туристів. З 2006 року в Піраміді постійно перебуває лише один німець. Проводять туристичні поїздки.
У селищі й дотепер (липень 2017) стоїть радянський комуністичний пам'ятник — бюст Леніна. Також є вертолітний майданчик Піраміди.

## Галерея

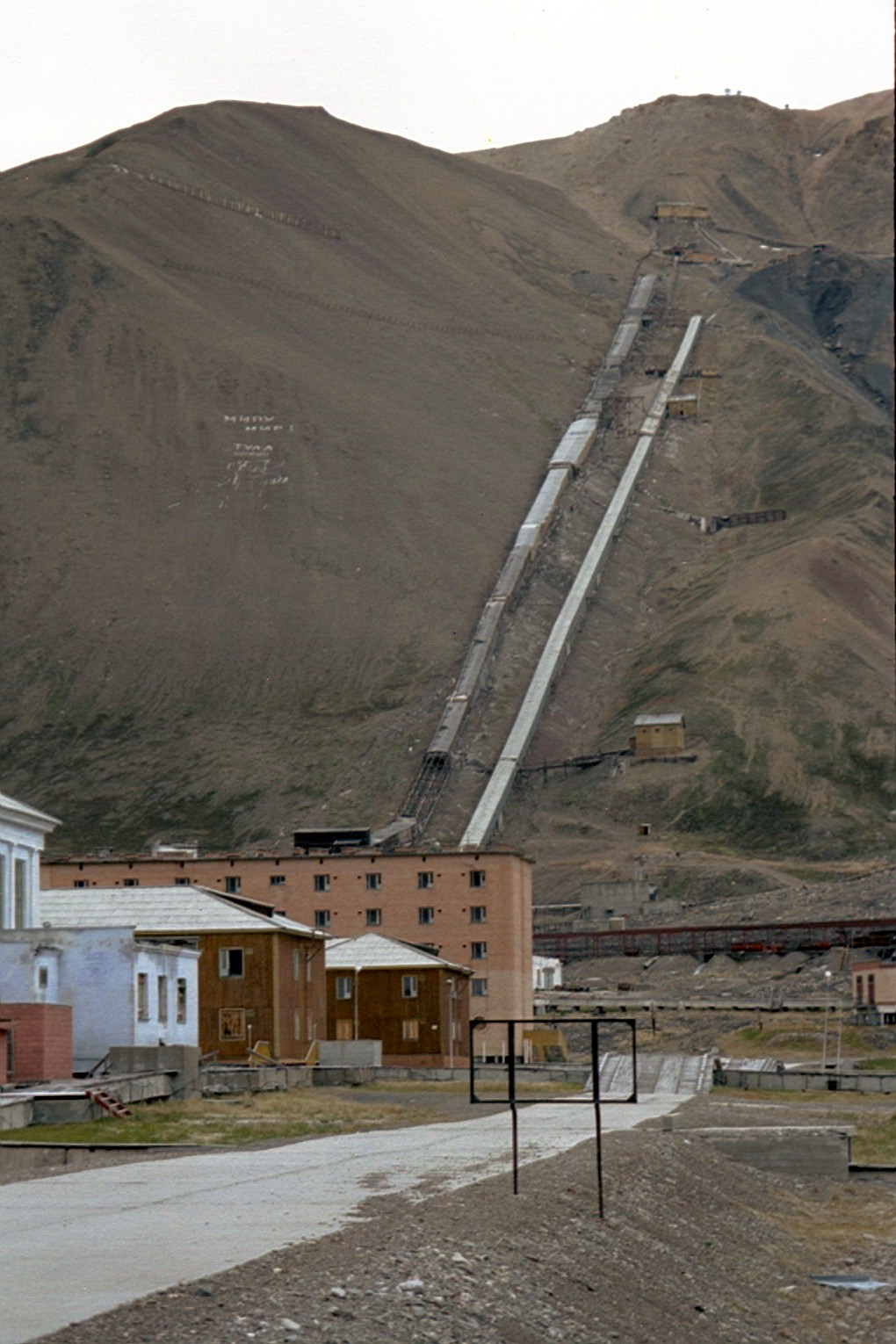
Бремсберг копальні
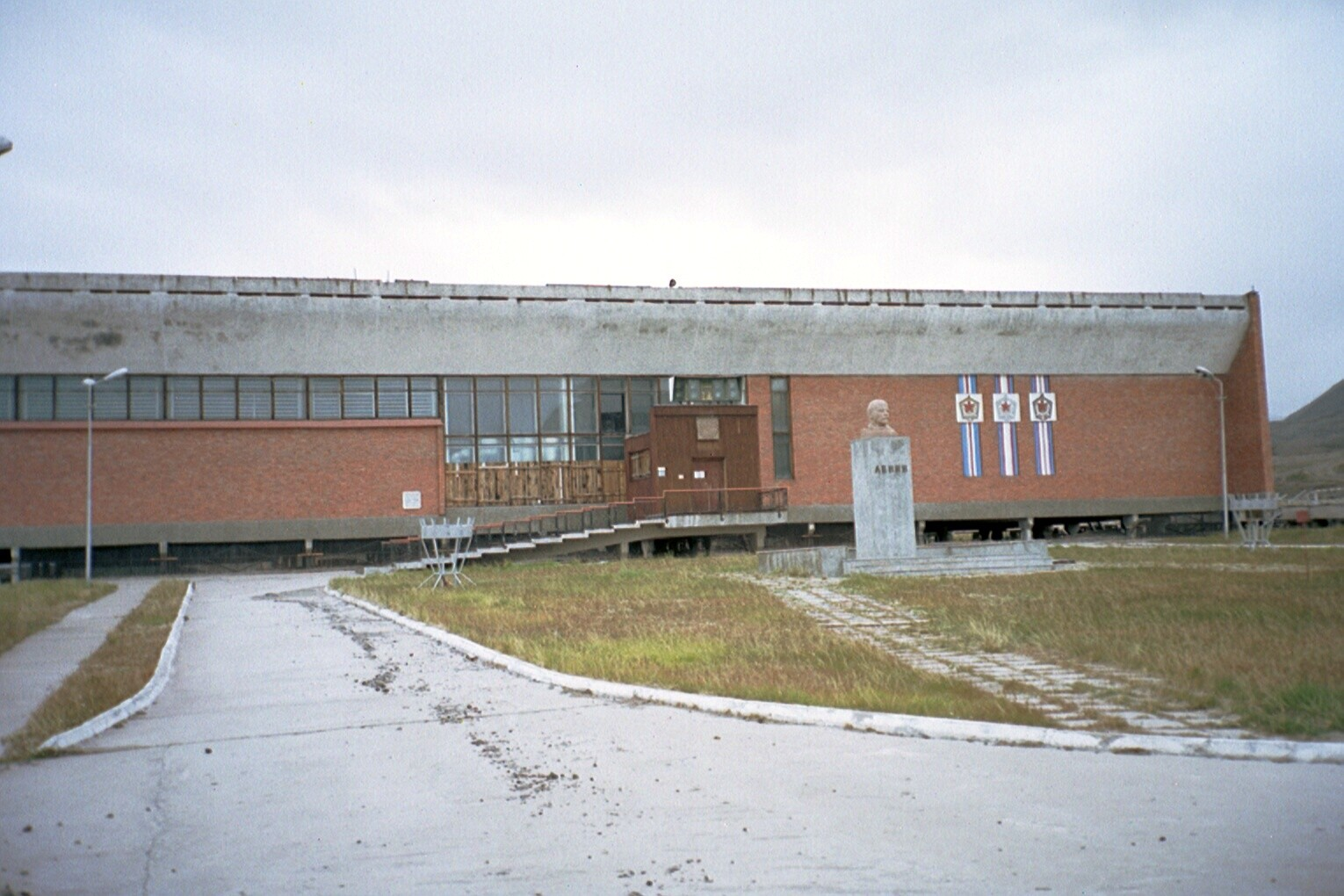
Центральна площа, спорткомплекс у 2005 році
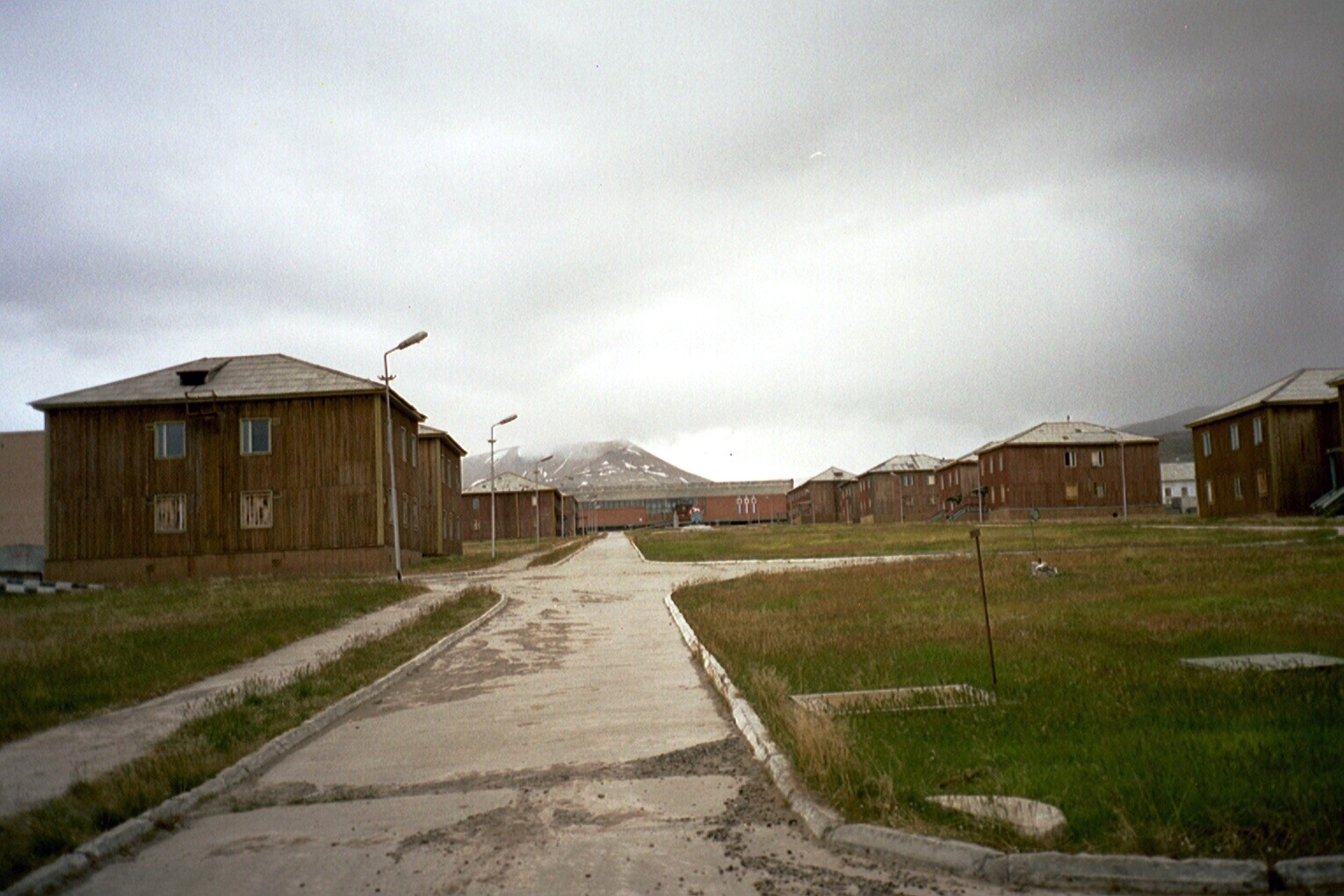
Центральна вулиця селища
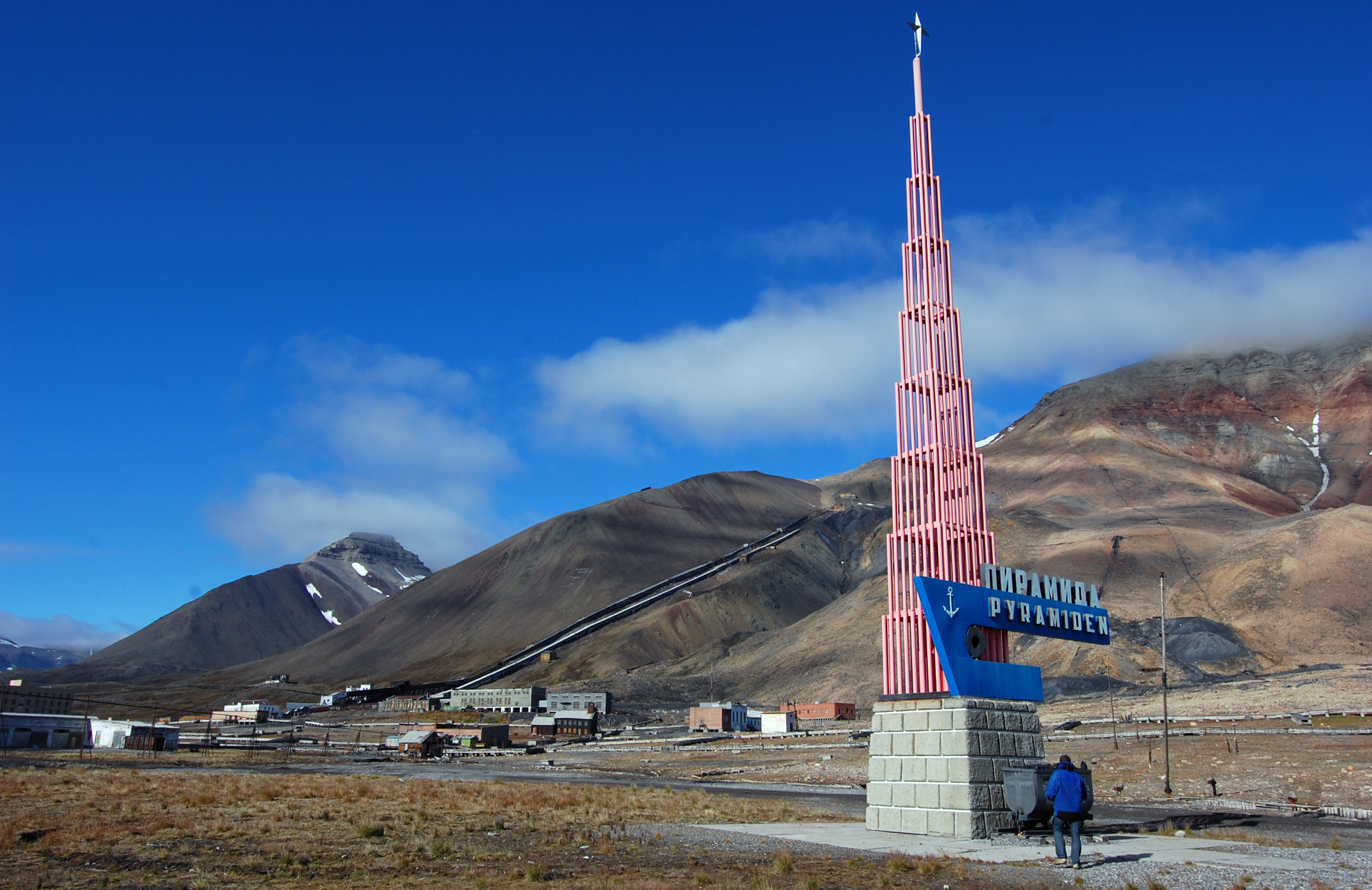
Стела на в'їзді